# Slapy (district de Prague-Ouest)
Pour les articles homonymes, voir Slapy.
Slapy (en allemand : Slap) est une commune du district de Prague-Ouest, dans la région de Bohême-Centrale, en République tchèque. Sa population s'élevait à 860 habitants en 2020.

## Géographie
Slapy se trouve à 11 km au sud-sud-est de Mníšek pod Brdy et à 30,5 km au sud du centre de Prague.
La commune est limitée par Bojanovice au nord, par Štěchovice au nord et à l'est, par Rabyně au sud-est et au sud, par Buš au sud, et par Nové Dvory et Bojanovice à l'ouest, et par Bratřínov au nord-ouest.

## Histoire
La première mention écrite de la localité date de 1292.
Entre 1949 et 1954 a été construit sur la Vltava le barrage hydroélectrique de Slapy qui a entraîné la formation d'un lac de retenue de 13,92 ha et long de 40 km.

## Transports
Par la route, Slapy se trouve à 22 km de Mníšek pod Brdy et à 36 km du centre de Prague.